# Thanatus atratus
Thanatus atratus – gatunek pająka z rodziny ślizgunowatych. Zamieszkuje palearktyczną Eurazję od Półwyspu Iberyjskiego po Wyspy Japońskie.

## Taksonomia
Gatunek ten opisany został po raz pierwszy w 1875 roku przez Eugène’a Simona.

## Morfologia
Samce osiągają od 3,1 do 4,7 mm długości ciała oraz od 1,6 do 2,2 mm długości i od 1,4 do 1,9 mm szerokości prosomy, a samice od 4,6 do 6,2 mm długości ciała oraz od 1,8 do 2,3 mm długości i od 1,7 do 2,1 mm szerokości prosomy.
Karapaks jest bladożółtobrązowy do brązowego z parą podłużnych, wąsko oddzielonych ciemną linią żółtawych przepasek i z krawędziami obrzeżonymi białymi włoskami. Ubarwienie szczękoczułków i sternum jest żółte do brązowawego, a wargi dolnej i szczęk żółte do żółtawobrązowego. Odnóża są żółtawobrązowe, jasnobrązowe, brązowe lub szare, jednobarwne lub z nakrapianiem. Na przedzie białawożółtego, szarożółtego, żółtawobrązowego, jasnobrązowego lub szarego wierzchu opistosomy (odwłoka) znajduje się ponad sercem lancetowaty, ciemny lub blady znak sięgający do około ⅔ długości, a w tyle wierzchu dwie słabo zaznaczone linie. Spód opistosomy jest szarawy do szarożółtego z niewyraźnymi liniami. Kolor wieczek płuc książkowych jest żółtawy, a kądziołków przędnych jest żółtawy do żółtobrązowego.
Nogogłaszczki samca mają goleń z niewyraźnie zaznaczoną właściwą apofizą wentralną, krótką i u podstawy szeroką wtórną apofizą wentralną oraz zaokrągloną na szczycie apofizą dorsalną, a bulbus z małą, zaokrągloną apofizą tegularną i krótkim, równomiernie zaokrąglonym embolusem o grubej i masywnej, choć węższej niż u T. vulgaris podstawie i wyciągniętym dobrzusznie szczycie.
Szersza niż dłuższa płytka płciowa samicy ma część środkową węższą niż u T. vulgaris, nieprzewężoną, niewciśniętą, w tyle wyraźnie oddzielającą kieszonki boczne. Przedsionek płytki podzielony jest pośrodkową przegrodą. Otwory kopulacyjne umieszczone są na półksiężycowatych elementach bocznych. Występują dwie buławkowate spermateki. Niewielkie gruczoły spermatekalne mają długie szypułki.

## Ekologia i występowanie
Pająk ten zasiedla wybrzeża morskie, wydmy i inne tereny piaszczyste, górskie i trawiaste stepy, suche kamieniste łąki, obszary otwarte o wapiennym podłożu, a czasem mokradła i słonawiska. Zimują osobniki młodociane w stanie hibernacji. Osobniki dorosłe spotyka się od maja lub czerwca do sierpnia.
Gatunek palearktyczny. W Europie znany jest z Portugalii, Hiszpanii, Francji, Niemiec, Szwajcarii, Austrii, Włoch, Polski, Czech, Węgier, Ukrainy, Mołdawii, Rumunii, Bułgarii, Słowenii, Chorwacji, Serbii, Albanii, Macedonii Północnej, Grecji oraz europejskiej części Rosji. Poza tym podawany jest z anatolijskiej części Turcji, syberyjskiej części Rosji (na wschód po Ałtaj), Gruzji, Armenii, Kazachstanu, Iranu, Korei i Japonii.